# Alcyna acia
Alcyna acia is een slakkensoort uit de familie van de Trochidae. De wetenschappelijke naam van de soort werd voor het eerst geldig gepubliceerd in 1948 door Cotton.